# 千刈 (青森市)
千刈（せんがり）は、青森県青森市の地名である。一丁目から四丁目が置かれている。郵便番号は038-0015。

## 地理
青森市中心部の西部に位置し、古川跨線橋の南側から南西に位置する。北は篠田、東から南は久須志、西は沖館川をはさんで西滝に接する。一丁目東部の国道7号・奥羽本線・津軽線と、千刈小学校西側の通りで囲まれた一角は、かつて通称「野村町」と呼ばれた大正以来の商業・住宅地区であったが、その他は昭和40年代以降につくられた、やや稠密な住宅街である。域内をJR奥羽本線が横断しており、それが三丁目と四丁目の境界になっている。

## 交通
青森市営バス・弘南バス - 上古川・西上古川バス停があり、新城・五所川原・黒石方面行きが頻繁に停車する。国道7号をはさんで向かい側の篠田には、市内中心部・東部等に向かう路線が発着する。

### 道路
国道7号から国道280号が分岐する上古川交差点があり、篠田と並び、青森市西部の交通の要に当たる場所である。また、二丁目で国道7号（青森西バイパス）と旧道である県道が分岐している。
- 国道7号
  - 青森西バイパス
- 青森県道247号鶴ヶ坂千刈線

## 歴史
この地名は、大字古川、あるいは大字沖館の小字「千刈」に由来するものである。昭和40年代はじめまで、一丁目東部を除き、ほとんど水田であった
- 1971年（昭和46年）11月1日 - 青森市西部地区の住居表示実施により、千刈一丁目・同二丁目が設置された[5]。
  - 千刈一丁目 - 沖館字篠田、沖館字千刈、古川字千刈の各一部[5]
  - 千刈二丁目 - 沖館字篠田、西滝字切島、西滝字富永の各一部[5]
- 1972年（昭和47年）11月1日 - 千刈・篠田地区の住居表示実施により、千刈三丁目・同四丁目が設置された[5]。
  - 千刈三・四丁目 - 沖館字千刈、沖館字篠田の各一部[5]
- 1999年（平成11年）11月22日 - 西滝・浪館・三内・千刈地区の住居表示実施の際、西滝字富永の一部が新たに千刈四丁目に加えられる[5]。

## 施設
- 青森千刈郵便局
- 青森市立千刈小学校 … 1937年（昭和12年）創立
- 南千刈町集会所
- 法華寺
- こどものくに保育園